# Khibiny
Khibiny (L-175V) (Хибины) (Л-175В) è un sistema di contromisure elettroniche (ECM) per aeromobili sovietici/russi. Il nome fa riferimento ai Monti Khibiny.

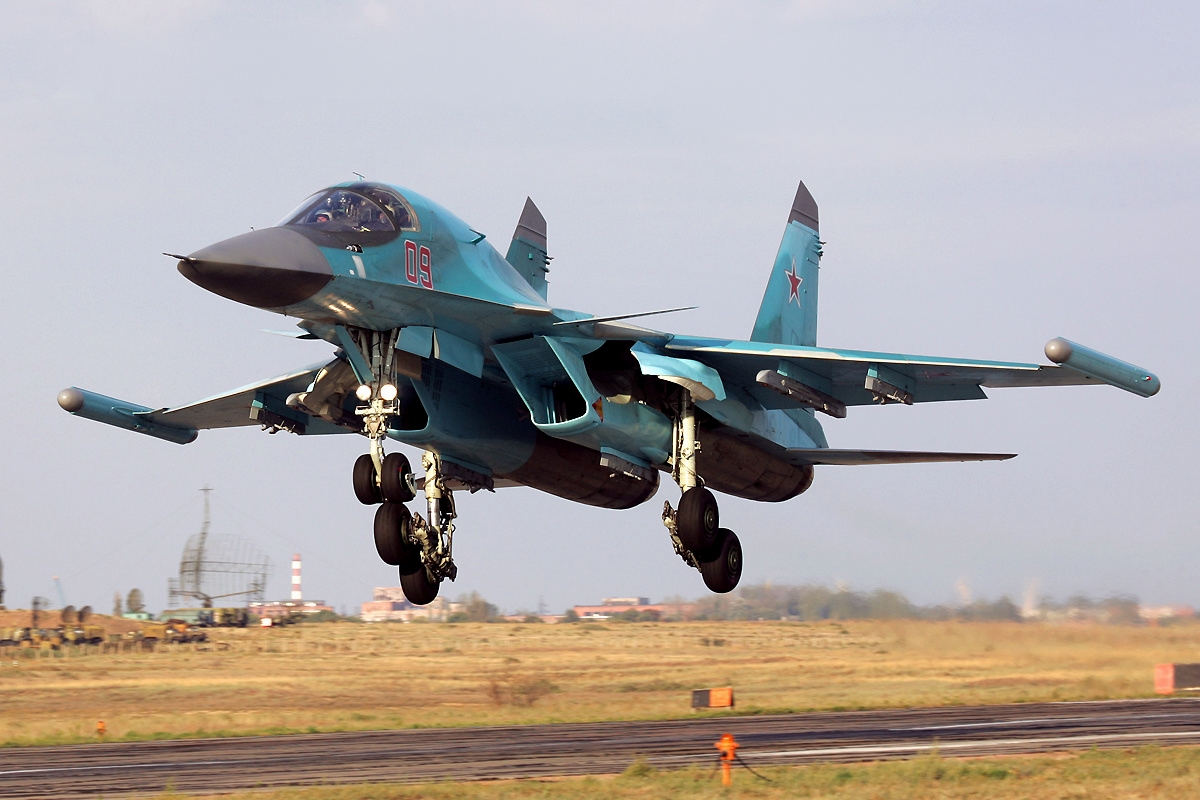
Su-34 con moduli ECM "Khibiny" sulle punte delle ali

Il sistema è progettato per il rilevamento della direzione radio e il rilevamento dell'irradiazione della sorgente del segnale, consentendogli di distorcere i parametri del segnale riflesso. Questo aiuta a:
- Ritardare il rilevamento dell'aeromobile;
- Maschera il vero soggetto contro false riflessioni;
- Causa difficoltà di rilevamento della distanza, in particolare in velocità e posizioni angolari;
- Degrado della modalità di manutenzione TWS durante la scansione del radar a fascio dell'antenna;
- Aumenta il tempo e la difficoltà di catturare un oggetto durante la scansione attiva in tempo reale.

## Storia

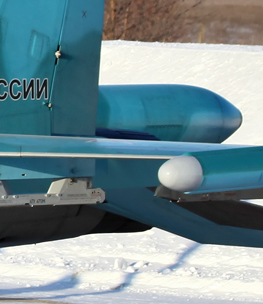
Modulo punta alare ECM "Khibiny" su Su-34

Il primo lavoro relativo alla creazione dell'ECM "Khibiny" iniziò nell'Istituto di Ricerca di Radio Ingegneria a Kaluga; (Russo: Калужский научно-исследовательский радиотехнический институт ) (КНИРТИ) nel 1977. Il piano era quello di creare un insieme unificato di contromisure elettroniche per tutte le forze armate.
Nel 1982 a КНИРТИ sono state affidate attività di ricerca e sviluppo, quando iniziò la ricerca e lo sviluppo con il nuovo ECM, in seguito chiamato "Khibiny".
I primi prototipi di "Khibiny" erano tutt'altro che ideali in quanto i loro parametri di peso e dimensioni non erano adatti per l'installazione sull'aereo. Per risolvere questo problema KNIRTI ha collaborato a stretto contatto con Sukhoi, lavorando sotto la direzione di Rollan G. Martirosov. Il 18 marzo 2014 è stato adottato il cacciabombardiere Su-34, dotato del complesso di contromisure elettroniche L-175V "Khibiny".  I complessi Khibiny EW aggiornati si uniscono alle unità aeree nel corso della modernizzazione.